# びっくりマジック・ファミリー
『びっくりマジック・ファミリー』は、『ディズニー・チャンネル』で放送されていた作品。フランスのシーラム社（Xilam animation）制作。とある家族（ただし構成員はなぜか、互いに異種生物）の日常を描いている。

## 登場人物

### メインキャラ
トム
声 - 根本圭子、（第5話で部分的に）川村拓央
主人公で、中学生の男の子。人間。非常に小柄で、姉の半分ほどの身長しかない。
第5話では王子の魔法により、一定時間シンディやティンカー先生より少しだけ背が高くなった（その際「ボビー・シンクレア」や「消防士フェリックス」など数種の偽名を名乗っていた）。
シンディ
声 - 木村はるか、（第7話で部分的に）楠見尚己
トムの姉で、高校生の女の子。人間。
第7話で、極度の音痴でありながら歌のコンテストに出ようとする。ウィローが彼女に「歌声がうまくなる魔法」をかけるも失敗し、かえって声が低くなってしまった。
第16話で魔法の力が覚醒し、魔法でトムをからかう。その際、トムに挑発され激怒し、魔法が使えなくなってしまった。
ウィロー
声 - 小池亜希子
シンディ＆トム姉弟の母親。妖精だが超巨大サイズであり、身長はシンディより頭1つ分高い。
性格はかなり子供っぽい一面があり、魔法を使えるのは家族の中で彼女と王子だけだが、魔法の技術はあまり芳しくない。
故郷のフェアリーランドの規定に背き、グレゴールと結婚したためにそこを追放扱いになり、家族総出で人間界に来た。彼との婚活中は今と違って長髪であった（第11話より）。当時の思い出を彼女はトムに、またグレゴールはシンディに語りかけていたが、その2つの回想は全然内容が異なっていた（同左）。
グレゴール
声 - 楠見尚己
シンディ&トム姉弟の父親。鬼。
頭頂部～腰の長さが腰～足底の8～9倍ぐらいあるという、非常にアンバランスな体格。髪の毛（赤毛）の量が非常に多く、口もとで赤毛とつながっている赤ひげも胸元にまで達している。
第22話ではトムとジョジョが一緒に歩いているところで会い、ジョジョから雑誌を取り上げロードローラーに轢かせてしまう。それが原因でトムを激怒させるが、悩んだグレゴールはウィローがいつも使っている魔法のステッキを無断使用して自らの体をトムと同サイズにまで圧縮し（そこでは「レジー」と名乗っていた）、彼の機嫌を取ろうとする。
フェロシア
声 - 橘凜
シンディ&トム姉弟の叔母で、ウィローの姉。背丈はトムより少し高い程度で、妹よりずっと低い。
短気で怒りっぽい性格。そのため怒りで魔力を失い、魔女だが魔法は全然使えない。
目の周りは黒っぽい。また外出時はしばしばバイクや自家用車を乗り回している。意外にも楽器演奏（特にオルガン）は家族の中で一番上手である。
第15話でグレゴールの父親に「あんた男じゃなかったの？」と言われた。
王子
声 - 川村拓央
文字通り（カエルの）王子。本名は不詳。後頭部は目立たない程度のポニーテール、また側頭部はハイドン（古典派の作曲家）風。
レックス
トム一家の飼い犬。
じい
トム一家の守護霊（のようなもの）兼執事。ウィロー所持の携帯電話に脚部がつながっている。

### サブキャラ
ランバーグ一家
トムたちの隣に住んでいる一家。父親・母親（ヨランダ）・娘（キャンディー／勝ち気で少々泣き虫）の3人暮らし。
シリーズ序盤では全員がトム一家を毛嫌いしていたが、話数が進むにつれてある程度は打ち解けてきた。
ティンカー先生
声 - 瀬那歩美
トムの担任の女性教師。ウィローのいとこに顔が相当似ているらしい。
第1話で、グレゴールの忘れ物を届けにトムの家に来ただけのつもりが、成り行きで家庭訪問もついでにやることになってしまい、そこでトム一家の素性を知ってしまう。
ジョジョ
トムのクラスメイトで1番の親友。前髪がかなり長い。筒のようなニット帽を常にかぶっている。
モーリー
トムのクラスメイト。
ビクター
トムのクラスメイト。顔はフランケンシュタイン風。
ボブ
ビクターの父親。第22話で彼とビクターはトム＆グレゴールとミニバスケットの試合をして一旦は圧勝するが…。
レオン
シンディが一目ぼれしている高校生。靴屋でバイトしている。
リア
トムのクラスメイト。登場直後は（彼女の大好きなジョジョがトムとばかり話をするので）トムに激しい憎悪を抱いていたが、ある出来事をきっかけにトムと仲良くなる。
髪の色は黄色で、ミッキーマウスと全く同じ髪型。
エドウィン
声 - 広田みのる
ウィロー＆フェロシア姉妹の兄。第6話で登場。自称・眠りの精でペテン師。
実妹のウィローからとても嫌われている。グレゴールたちが人間界にやってきてから貯めた貯金をちょろまかそうとするが、未遂に終わる。
シャーリー
シンディのクラスメイト。
ハンク
シンディのクラスメイト。シャーリーに好かれているが、第7話でシンディが母による魔法の影響で声が低くなっているときに彼女とシャーリーを映画に誘う。その後、確認の電話をシャーリーにかけた際に、そこに居合わせたシンディは声の低さを利用してシャーリーの父親になりすまし、「自分（＝シンディ）と付き合え」と脅しに似た口調で彼に返答する。
ジョジョの母親
第8話でジョジョが「トムの家にキャンプしてもいい？」と彼女に尋ねるシーンで、声だけ登場している（ただし、声優が演じているわけではなく人工的な音声の仕様）。
ディーン・ブリーズ
第9話で登場。世界的なストライカーで、シンディは彼の大ファンである。グレゴールが歯医者で治療中に大暴れし始めたところに偶然居合わせ、父親を探しにきたトムに泣きつく。
ミルドレッド
第9話に登場。ウィローの知り合いで歯の妖精であるが、なぜかウサギの着ぐるみ姿である。トムとほぼ同じくらいの身長しかないが、その割には胸が大きい。

## エピソード一覧
1. 思い出はゴミ箱に
2. パパとママはスーパーヒーロー?!
3. 消えた隣人
4. 泥棒はウソつきの始まり?
5. モテる男の変身講座
6. 悪魔のようなおじさん
7. 腹話術でスターになろう
8. キャンプの夜はインクレディブル
9. 大きな虫歯と光る歯
10. 白雪姫と3匹の悪魔たち
11. 鬼と妖精の恋物語
12. カエルと犬のペット戦争
13. パパとママの結婚式
14. うそアレルギー
15. 鬼の儀式　グレート・ハント
16. トムは魔法使い?
17. トムの透明三変化
18. 捨てられた魔法の杖
19. シンディと火を吹くドラゴン
20. ベビーシッターはつらいよ
21. 魔法の携帯電話
22. パパは大親友
23. 氷を溶かすお熱いキスを
24. 妖精ウイルスをやっつけろ
25. ひとりっ子の憂うつ
26. フェアリーランドに帰る日